# Syrtidicola fluviatilis
A Syrtidicola fluviatilis a madarak (Aves) osztályának verébalakúak (Passeriformes) rendjébe és a királygébicsfélék (Tyrannidae) családjába tartozó Syrtidicola nem egyetlen faja.

## Rendszerezése
A fajt Philip Lutley Sclater és Osbert Salvin írták le 1866-ban, Muscisaxicola nembe Muscisaxicola fluviatilis  néven. Egyes szervezetek jelenleg is ide sorolják.

## Előfordulása
Dél-Amerikában, Bolívia, Brazília, Kolumbia, Ecuador és Peru területén honos. Természetes élőhelyei a szubtrópusi és trópusi füves puszták és cserjések, folyók és patakok közelében. Állandó, nem vonuló faj.

## Megjelenése
Testhossza 14 centiméter.

## Életmódja
Általában egyedül, vagy párban a földön keresi rovarokból álló táplálékát.

## Természetvédelmi helyzete
Az elterjedési területe rendkívül nagy, egyedszáma pedig stabil. A Természetvédelmi Világszövetség Vörös listáján nem fenyegetett fajként szerepel.